# 997
997 (CMXCVII) je bilo navadno leto, ki se je po julijanskem koledarju začelo na petek.

## Dogodki
- ustanovljeno italijansko mesto Arsoli

## Rojstva
- Godfrej III. Lotarinški, toskanski mejni grof († 1069)

## Smrti
- Roman I. Bolgarski (* okoli 929)